# Municipio de Pleasant Valley (condado de Scott)
El municipio de Pleasant Valley (en inglés: Pleasant Valley Township) es un municipio ubicado en el condado de Scott en el estado estadounidense de Iowa. En el año 2010 tenía una población de 34936 habitantes y una densidad poblacional de 479,04 personas por km².

## Geografía
El municipio de Pleasant Valley se encuentra ubicado en las coordenadas 41°34′28″N 90°28′18″O / 41.57444, -90.47167. Según la Oficina del Censo de los Estados Unidos, el municipio tiene una superficie total de 72.93 km², de la cual 68.01 km² corresponden a tierra firme y (6.75%) 4.92 km² es agua.

## Demografía
Según el censo de 2010, había 34936 personas residiendo en el municipio de Pleasant Valley. La densidad de población era de 479,04 hab./km². De los 34936 habitantes, el municipio de Pleasant Valley estaba compuesto por el 92.23% blancos, el 2.14% eran afroamericanos, el 0.21% eran amerindios, el 2.96% eran asiáticos, el 0.05% eran isleños del Pacífico, el 0.64% eran de otras razas y el 1.77% pertenecían a dos o más razas. Del total de la población el 3.56% eran hispanos o latinos de cualquier raza.